# Shaggy Rogers
Norville “Shaggy” Rogers es un personaje ficticio creado por Joe Ruby y Ken Spears y producido por la compañía estadounidense Hanna-Barbera Productions para la serie televisiva, Scooby-Doo.
De personalidad alegre y jovial, le encanta comer de todo pero cuando se trata de fantasmas y misterios, está siempre dispuesto a correr. Pocas veces ha demostrado su valentía ante el peligro, hasta que descubre que los monstruos son humanos disfrazados. Shaggy es también fanático de las Scooby-Galletas las cuales empezó a comer en el quinto capítulo de la serie original al descubrir que no sabían tan mal (antes de esto él no las había probado). 
Junto con Scooby-Doo, es el personaje que ha aparecido en todas las reencarnaciones de la franquicia, desde su creación hasta el presente. En la película Scooby-Doo y los invasores alien, Shaggy se enamora, al igual que la película con actores reales de 2002.
En Scooby-Doo 2: Monstruos sueltos, Shaggy se cansa de huir y decide enfrentar sus miedos. Al final descubre que él vale mucho y vuelve a empezar.

## Relación con Vilma
Desde la aparición de Scooby-Doo en el año 1969, muchos rumores surgieron entre los fanes y televidentes comunes, relativos a los personajes y algunas situaciones del programa.
Así como muchas veces se especulaba sobre la posible relación amorosa entre Fred y Daphne, hubo un cierto número de televidentes que también notaron rastros pequeños de otra relación posible en la pandilla, entre Shaggy y Vilma. La mayoría de estos están relacionados con la cercanía mutua entre ambos personajes que interactuaban mientras buscaban pistas, bailaban juntos, entre muchos otros elementos y detalles, que indicaban la posible intención, por parte de los creadores, de convertirlos en novios. Muchas pruebas de su relación pueden ser encontradas en varias encarnaciones de Scooby-Doo a lo largo de los años (especialmente en las series originales), notablemente en ¿Scooby-Doo dónde estás?, Las nuevas películas de Scooby-Doo, Scooby-Doo! La maldición del monstruo del lago, Scooby-Doo! Misterios S.A. y Scooby-Doo and Guess Who?.

## Actores de voz y cine

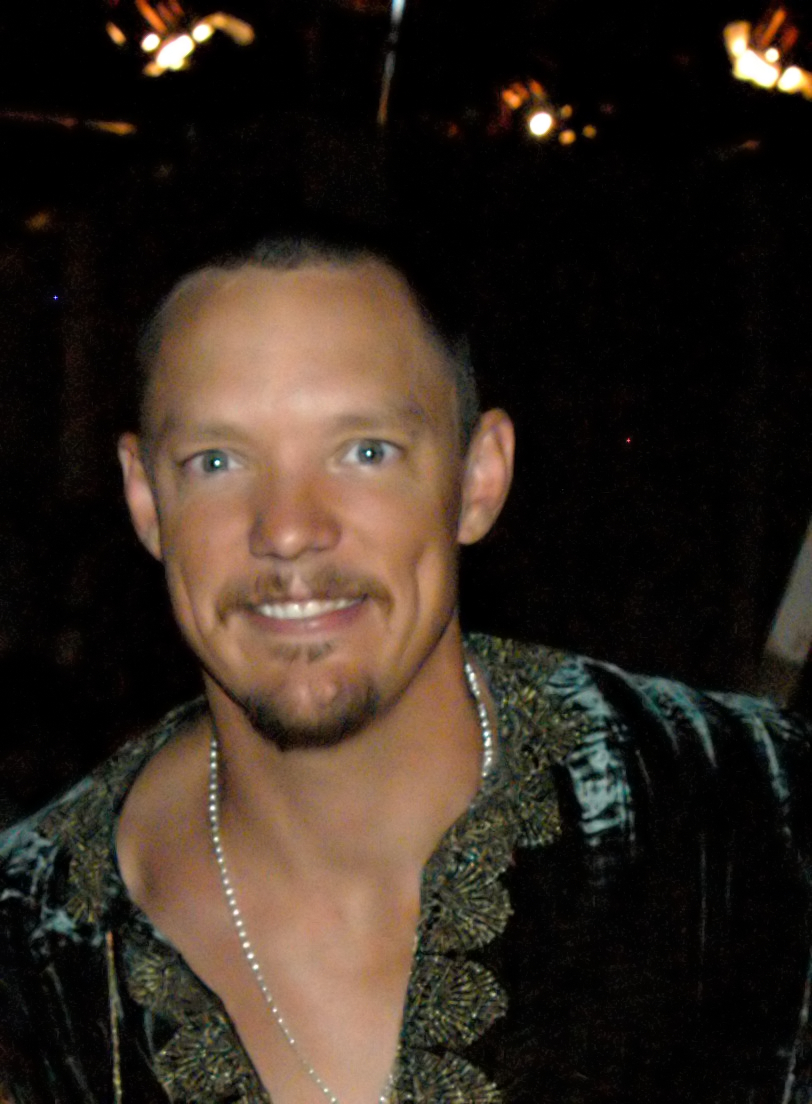
Matthew Lillard, voz actual de Shaggy en inglés, y su intérprete en las primeras películas con actores reales de Scooby-Doo

- Casey Kasem (1969–1997, 2002–2009)
- Billy West (1998)
- Scott Innes (1999–2002)
- Scott Menville (2006–2008)
- Matthew Lillard (Películas de acción real de 2002 y 2004; voz a partir de 2010)
- Nick Palatas (Películas del 2009 y 2010)
- Will Forte (película de 2020 y aparición en el 2021)
- Iain Armitage (película de 2020 como Shaggy niño)

### Para Hispanoamérica
Los actores de doblaje para Shaggy Rogers son de origen mexicano, aunque ha sido interpretado por más de un actor; siendo el original Arturo Mercado Chacón. A partir del año 2000, este doblaje se reserva para Hispanoamérica. Entre los que lo han doblado se encuentran:
- Arturo Mercado Chacón: (De nombre artístico Arturo Mercado, a partir de 1969 a 2015): Ha sido la voz original del personaje en español para todos los países hispanoparlantes del continente americano, cuya trayectoria data de 1969, siendo la voz oficial de Shaggy para todas las películas animadas, y único para las series oficiales de Ruby-Spears. En 2015, tras 46 años doblando al personaje, Arturo Mercado fue reemplazado junto con el resto del elenco debido a un cambio de estudio, ya que la franquicia pasó a manos de una nueva directora, Carla Castañeda en SDI Media de México, siendo Scooby-Doo! y Kiss: El misterio del rock and roll la última producción en contar con su participación. En entrevistas posteriores, Mercado manifestó desconocer los motivos de dicha decisión.
- Arturo Mercado Leonel de Cervantes: (De nombre artístico “Arturo Mercado Jr.”); Hijo de Arturo Mercado, lo dobló en las películas de acción real Scooby-Doo, Scooby-Doo 2: Monstruos sueltos), el videojuego Lego Dimensions, el crossover ScoobyNatural y la película Feliz halloween, Scooby-Doo!.
- Santiago Gil: Lo dobló en Las nuevas películas de Scooby-Doo y en las 2 primeras temporadas de El show de Scooby-Doo.
- Francisco Javier Rivero Pichardo: (De nombre artístico “Javier Rivero”); en la serie Un cachorro llamado Scooby-Doo.
- Adrián Fogarty: Segunda voz en Un cachorro llamado Scooby-Doo
- Gustavo Melgarejo: Único sustituto en Scooby-Doo y la Persecución Cibernética y en una parodia hecha en Johnny Bravo.
- Óscar Diego Flores López: (De nombre artístico Óscar Flores); sólo en Scooby-Doo! El Misterio comienza y en parodias de Pollo Robot y MAD.
- Ricardo Mendoza: Lo dobló en Scooby-Doo! La maldición del monstruo del lago, secuela de acción real de la película anterior, debido a que Óscar Flores no llegó a tiempo a las grabaciones.
- Miguel Ángel Ruiz: A partir de ¡Ponte en onda, Scooby-Doo!

### Para España
A inicios de la década del 2000, España decidió abandonar el uso del doblaje al español neutro hecho en México y realizar sus propias versiones dobladas de las subsiguientes series y películas de la franquicia Scooby-Doo. Por lo tanto, Arturo Mercado dejó de ser la voz oficial de Shaggy para España, aunque aún se transmiten algunas películas con doblaje mexicano en dicho país.
- Juan Logar Jr  (2000 - 2015) su primera intervención fue en la película Scooby-Doo! en la Isla de los Zombis hasta Scooby-Doo! La canción del vampiro (2012) incluyendo las películas de acción real de 2002 y 2004. Desde 2015 ha intervenido puntualmente en algunas producciones como pueden ser el videojuego Lego Dimensions (2017) o el episodio especial de Supernatural (2018)  titulado Scooby-Natural (16x13). A cubierto las voces originales de Cassey Kassem, Billy West, Scott Innes y Matthew Lillard en diferentes películas, videojuegos y series.
- Juan Alfonso Arenas (2009 - 2010) prestó su voz al personaje de Shaggy Rogers interpretado por Nick Palatas en las películas de acción real Scooby-Doo! Comienza el misterio (2009) y Scooby-Doo: La maldición del Monstruo del Lago (2010).
- Jorge Tejedor (2015 - actualidad) voz actual de Shaggy Rogers desde la película Scooby-Doo! Y el monstruo de la luna en las producciones para video y streaming. Ha cubierto las voces de Cassey Cassem, Matthew Lillard y Scott Innes en diversas producciones. Así como la del personaje Norville Rogers, con voz original de Sam Richardson, en la serie Velma (2023)
- Alex Saudinós (2020) prestó su voz al personaje en la película para cine ¡Scooby! (2020) cuya voz original es la de Will Forte.

## Fenómeno de internet
Durante la película Scooby-Doo! La leyenda del fantasmasauro Shaggy es hipnotizado para que cada vez que escuche la palabra "Bad" (malo), cambie su personalidad cobarde a una más desinhibida y valerosa, lo que le permitió vencer por sí solo a una pandilla de motociclistas. Esta escena fue reeditada por un usuario de YouTube con música de Dragon Ball Super, y desde entonces se convirtió en un Meme de internet conocido como "Shaggy Ultra Instinto" (nivel de fuerza originario de la franquicia de Akira Toriyama), en donde el joven obtenía un poder divino con el cual derrotaba superhéroes, villanos y otras divinidades sin esfuerzo. El meme llegó a ser tan popular, que ciertos fans querían que se incluyera a Shaggy como Contenido descargable para el juego Mortal Kombat 11, sin éxito, hasta el estreno de la película Mortal Kombat Leyendas: La batalla de los reinos, en donde como respuesta a esta solicitud, se incluyó en la escena de presentación del logo de la Warner Bros. Animation un corto en donde Shaggy, recubierto de un aura verde, captura a Scorpion (personaje de la franquicia del videojuego) y lo lleva dentro del escudo de la compañía.